# Ellen Walshe
Ellen Walshe (Dublín, 29 de septiembre de 2001) es una deportista irlandesa que compite en natación, especialista en los estilos mariposa y combinado.

## Trayectoria
Ganó una medalla de plata en el Campeonato Mundial de Natación en Piscina Corta de 2021 y una medalla de bronce en el Campeonato Europeo de Natación en Piscina Corta de 2023, ambas en la prueba de 400 m estilos. Participó en los Juegos Olímpicos de Tokio de 2020, disputando las pruebas de 100 m mariposa y 200 m estilos.
Reside en Estados Unidos, donde entrena con el equipo de la Universidad de Tennessee.Ha establecido las plusmarcas nacionales de Irlanda en las pruebas de 100 m mariposa, 200 m estilos y 400 m estilos.

## Palmarés internacional
| Campeonato Mundial en Piscina Corta | Campeonato Mundial en Piscina Corta | Campeonato Mundial en Piscina Corta | Campeonato Mundial en Piscina Corta |
| Año                                 | Lugar                               | Medalla                             | Prueba                              |
| ----------------------------------- | ----------------------------------- | ----------------------------------- | ----------------------------------- |
| 2021                                | Abu Dabi (EAU)                      | Medalla de plata                    | 400 m estilos                       |
| Campeonato Europeo en Piscina Corta |                                     |                                     |                                     |
| Año                                 | Lugar                               | Medalla                             | Prueba                              |
| 2023                                | Otopeni (Rumania)                   | Medalla de bronce                   | 400 m estilos                       |